# تپه روبروی آسیاب (چم زرد)
تپه روبروی آسیاب (چم زرد) مربوط به اواخر هزاره دوم قبل از میلاد است و در شهرستان بیجار، بخش مرکزی، روستای پهنه بر واقع شده و این اثر در تاریخ ۲۴ فروردین ۱۳۸۲ با شمارهٔ ثبت ۸۰۵۸ به‌عنوان یکی از آثار ملی ایران به ثبت رسیده است.